# Шаповалова, Татьяна Петровна
Татьяна Петровна Шаповалова — советский хозяйственный, государственный и политический деятель.

## Биография
Родился в 1904 году на хуторе Поплавский. Член ВКП(б).
С 1918 года — на хозяйственной, общественной и политической работе. В 1918—1954 гг. — на частном подворье, затем в колхозе «Большевик» Калачеевского района, доярка, свекловичница, делегат первого областного съезда Советов, делегат II Всесоюзного съезда колхозников-ударников, личный секретарь Михаила Ивановича Калинина, заведующая Воронежским областным отделением социального обеспечения, заместитель наркома соцобеспечения Таджикистана, заведующая Воронежским областным отделением социального обеспечения.
Избиралась депутатом Верховного Совета СССР 1-го, 2-го и 3-го созывов.
Умерла в 1982 году.